# أوراتسيو رانكاتي
أوراتسيو رانكاتي (بالإيطالية: Orazio Rancati)‏ هو لاعب كرة قدم إيطالي في مركز الوسط، ولد في 9 مارس 1940 في موربينو في إيطاليا. لعب مع إنتر ميلان ونادي بارما ونادي تريستينا ونادي تشيزينا ونادي جنوى ونادي ريجيانا 1919.

## وصلات خارجية
- أوراتسيو رانكاتي على موقع الاتحاد الدولي (مؤرشف)  (الإنجليزية)
- أوراتسيو رانكاتي على موقع قاعدة بيانات كرة القدم.إي يو (الإنجليزية)
- أوراتسيو رانكاتي على موقع عالم كرة القدم.نت (الإنجليزية)
- أوراتسيو رانكاتي على موقع أوليمبيديا (الإنجليزية)